# Châteaubourg (Ardèche)
Châteaubourg település Franciaországban, Ardèche megyében. Lakosainak száma 232 fő (2022. január 1.). Châteaubourg Cornas, Glun, Saint-Romain-de-Lerps és La Roche-de-Glun községekkel határos.

## Népesség
A település népességének változása:
| Lakosok száma | 162  | 180  | 209  | 204  | 226  | 234  | 244  | 240  | 238  | 232  |
|               | 1968 | 1982 | 1990 | 2006 | 2013 | 2015 | 2017 | 2019 | 2020 | 2022 |